# Liste der ägyptischen Orden und Ehrenzeichen
Diese Liste gibt eine Übersicht der von Ägypten verliehene Orden und Ehrenzeichen.

## Khedivat
- Khediven-Stern (1882)

## Königreich
- Muhammad-Ali-Orden (1915)
- Nil-Orden (1915)
- Ordre d’Ismaïl (Ismail-Orden, 1915)
- Nishan al-Kamal (1915)
- Militärorden des Sterns (1919)
- Nishal al Maaref (1932)
- Landwirtschafts-Verdienstorden (1932)
- Verdienstorden für Industrie und Handel (1932)

## Republik
- Nil-Orden (1953)
- Orden der Republik (1953)
- Nishan al-Kamal (1953)
- Sport-Verdienstorden (1954)
- Unabhängigkeitsorden (1955)